# سيد الآس (فلم)
سيد الآس فيلم مصري تم عرضه عام 2008 مدة الفيلم 83 دقيقة.

## طاقم العمل

### أبطال الفيلم
- أحمد زاهر سيد الآس
- ياسمين جمال
- غسان مطر بدور زعيم المافيا
- ميمي جمال بدور كريستالة
- إنتصار بدور سعاد هانم
- عبدالله مشرف
- هدى الصيفي
- حسام حسن
- صابر محمد
- أحمد صفوت
- محمد خيري
- كمال عطيه
- مجدي فوزي
- شمس

### المخرج
- فكري عبدالعزيز

### المؤلف
- رمضان محمود